# 马余刚
马余刚（1968年3月—），男，籍贯浙江宁海，生于浙江余姚，中国核物理科学家，中国科学院院士。
马余刚的哥哥为中国科学院院士马余强。

## 生平
1968年3月生于浙江余姚，籍贯为宁海。1989年，于原杭州大学（后并入现浙江大学）物理系毕业。2015年，获国际华人物理与天文学会亚洲成就奖。2015年，成为美国物理学会会士。2017年，成为中国科学院院士。